# Rob Liefeld
Robert "Rob" Liefeld, född 3 oktober 1967 i Anaheim, är en amerikansk författare och förläggare som tillsammans med Fabian Nicieza skapat Deadpool och X-Force.